# 薩福爾德 (喬治亞州)
薩福爾德（英語：Saffold）是位於美國喬治亞州厄爾利縣的一個非建制地區。該地的面積和人口皆未知。

## 地理
薩福爾德的座標為31°07′13″N 85°02′00″W / 31.12028°N 85.03333°W，而該地的平均海拔高度為48米（即157英尺）。